# Kísértetjárás Connecticutban
A Kísértetjárás Connecticutban (eredeti cím: The Haunting in Connecticut) 2009-ben bemutatott amerikai horrorfilm, melyet Peter Cornwell rendezett. A főbb szerepekben Virginia Madsen, Kyle Gallner, Martin Donovan, Amanda Crew és Elias Koteas látható.

## Cselekmény
1987-ben a Campbell család egy korábban halottasházként funkcionáló ingatlanba költözik be, mivel így rákos fiukkal, Matt-tel kevesebbet kell utazniuk a kórházba. Nemsokára természetfeletti gonosz erők jelenlétét tapasztalják meg a házban.

## Szereplők
| Szerep                       | Színész         | Magyar hang      |
| ---------------------------- | --------------- | ---------------- |
| Sara Campbell                | Virginia Madsen | Spilák Klára     |
| Matthwe Campbell             | Kyle Gallner    | Hamvas Dániel    |
| Nicholas Popescu tiszteletes | Elias Koteas    | Rosta Sándor     |
| Wendy Campbell               | Amanda Crew     | Vadász Bea       |
| Peter Campbell               | Martin Donovan  | Kautzky Armand   |
| Billy Campbell               | Ty Wood         | Bogdán Gergő     |
| Mary                         | Sophi Night     | Győriványi Laura |
| Dr. Brooks                   | D. W. Brown     | Makranczi Zalán  |
| Jonah                        | Erik Berg       | Czető Roland     |

## A film készítése
2007. szeptember 10-én kezdték el forgatni a kanadai Teulonban és Winnipegben. 2009. március 27-én mutatták be Nagy-Britanniában, az Amerikai Egyesült Államokban és Kanadában. A filmet úgy reklámozták, hogy az megtörtént eseményeket dolgoz fel.

## Fordítás
- Ez a szócikk részben vagy egészben  a   The Haunting in Connecticut című angol Wikipédia-szócikk fordításán alapul.  Az eredeti cikk szerkesztőit annak laptörténete sorolja fel. Ez a jelzés csupán a megfogalmazás eredetét és a szerzői jogokat jelzi, nem szolgál a cikkben szereplő információk forrásmegjelöléseként.